# شیریناب (قصرشیرین)
شیریناب (قصرشیرین)، روستایی از توابع بخش مرکزی شهرستان قصر شیرین در استان کرمانشاه ایران است.

## جمعیت
این روستا در دهستان فتح‌آباد قرار دارد و براساس سرشماری مرکز آمار ایران در سال ۱۳۹۵، جمعیت آن ۲۲۴ نفر (۶۹خانوار) که شامل؛ ۱۱۹ مرد و ۱۰۵ زن بوده است.